# NUDT9
NUDT9 (англ. Nudix hydrolase 9) – білок, який кодується однойменним геном, розташованим у людей на короткому плечі 4-ї хромосоми.  Довжина поліпептидного ланцюга білка становить 350 амінокислот, а молекулярна маса — 39 125.
| 10         |  | 20         |  | 30         |  | 40         |  | 50         |
| ---------- |  | ---------- |  | ---------- |  | ---------- |  | ---------- |
| MAGRLLGKAL |  | AAVSLSLALA |  | SVTIRSSRCR |  | GIQAFRNSFS |  | SSWFHLNTNV |
| MSGSNGSKEN |  | SHNKARTSPY |  | PGSKVERSQV |  | PNEKVGWLVE |  | WQDYKPVEYT |
| AVSVLAGPRW |  | ADPQISESNF |  | SPKFNEKDGH |  | VERKSKNGLY |  | EIENGRPRNP |
| AGRTGLVGRG |  | LLGRWGPNHA |  | ADPIITRWKR |  | DSSGNKIMHP |  | VSGKHILQFV |
| AIKRKDCGEW |  | AIPGGMVDPG |  | EKISATLKRE |  | FGEEALNSLQ |  | KTSAEKREIE |
| EKLHKLFSQD |  | HLVIYKGYVD |  | DPRNTDNAWM |  | ETEAVNYHDE |  | TGEIMDNLML |
| EAGDDAGKVK |  | WVDINDKLKL |  | YASHSQFIKL |  | VAEKRDAHWS |  | EDSEADCHAL |
|            |  |            |  |            |  |            |  |            |

A: Аланін

C: Цистеїн

D: Аспарагінова кислота

E: Глутамінова кислота

F: Фенілаланін

G: Гліцин

H: Гістидин

I: Ізолейцин

K: Лізин

L: Лейцин

M: Метіонін

N: Аспарагін

P: Пролін

Q: Глутамін

R: Аргінін

S: Серин

T: Треонін

V: Валін

W: Триптофан

Кодований геном білок за функціями належить до гідролаз, фосфопротеїнів. 
Задіяний у такому біологічному процесі як альтернативний сплайсинг. 
Білок має сайт для зв'язування з іоном магнію, іоном марганцю. 
Локалізований у мітохондрії.